# マッドスライド
『マッドスライド』(Mudslide)はイギリスのロックバンド、ブルートーンズのEP、もしくはその表題曲。
『サイエンス・アンド・ネイチャー』から三枚目のシングルカットだが、EPとして発売されたためチャートインはしていない。CDは8000枚、12インチレコードは2000枚限定でそれぞれ生産され、CDの方にはエキストラで『マッドスライド』のPVが収録されている。そのPVにはコメディアンのマット・ルーカスが出演しており、マーク・モリスが監督・脚本を担当している。

## 収録曲
1. Mudslide (radio edit)
2. Keep The Home Fires Burning (U.S. version)
3. Zero Tolerance
4. Fock Da Brain-Hole
5. Mudslide (Shandy Weather version)